# Уганда на Паралимпийских играх
Уганда на Паралимпийских играх впервые приняла участие в 1972 году на летних Играх в Гейдельберге, и с тех пор принимает участие на всех летних Играх (не участвовали в Играх 1980, 1984, 1988, 1992 годов). На зимних Играх делегация Уганды участвовала в Играх 1976 года в Эрншёльдсвике и 1980 года в Гейло.
На настоящее время спортсмены Уганды завоевали на всех Играх в сумме 2 медали, из них ни одной золотой, все медали были завоёваны на летних Играх.

## Медальный зачёт

### Медали летних Паралимпийских игр
| Игры                | Золото         | Серебро        | Бронза         | Всего          | Место          |
| ------------------- | -------------- | -------------- | -------------- | -------------- | -------------- |
| 1972 Гейдельберг    | 0              | 0              | 0              | 0              | —              |
| 1976 Торонто        | 0              | 0              | 0              | 0              | —              |
| 1980-1992           | не участвовали | не участвовали | не участвовали | не участвовали | не участвовали |
| 1996 Атланта        | 0              | 0              | 0              | 0              | —              |
| 2000 Сидней         | 0              | 0              | 0              | 0              | —              |
| 2004 Афины          | 0              | 0              | 0              | 0              | —              |
| 2008 Пекин          | 0              | 0              | 0              | 0              | —              |
| 2012 Лондон         | 0              | 0              | 0              | 0              | —              |
| 2016 Рио-де-Жанейро | 0              | 1              | 0              | 1              | 69             |
| 2020 Токио          | 0              | 0              | 1              | 1              | 78             |
| Итого               | 0              | 1              | 1              | 2              |                |